# Rio Ijuìzinho
Rio Ijuìzinho är ett vattendrag i Brasilien.   Det ligger i delstaten Rio Grande do Sul, i den södra delen av landet, 1 500 km söder om huvudstaden Brasília.
Omgivningarna runt Rio Ijuìzinho är en mosaik av jordbruksmark och naturlig växtlighet. Runt Rio Ijuìzinho är det glesbefolkat, med 16 invånare per kvadratkilometer.